# United Nations Multidimensional Integrated Stabilization Mission in Mali

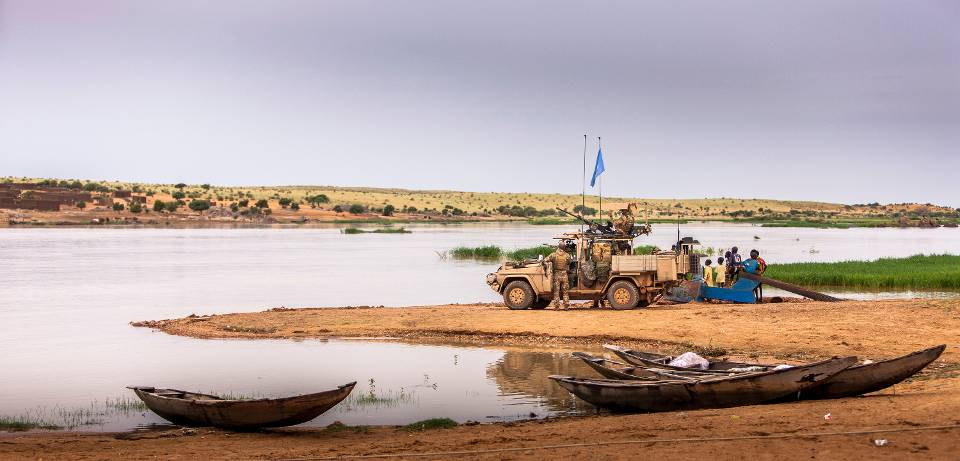
Nederlandse eenheden in Mali

De United Nations Multidimensional Integrated Stabilization Mission in Mali (Frans: Mission multidimensionnelle intégrée des Nations Unies pour la stabilisation au Mali, MINUSMA) was een vredesmissie van de Verenigde Naties in Mali met als doel dit land te stabiliseren en er het politieke proces te begeleiden.

## Aanleiding
In januari 2012 begonnen uit Libië verdreven Qadhafi-getrouwe Toeareg-rebellen, deels onder de vlag van de Mouvement national de libération de l'Azawad (MNLA), een opstand in Azawad, het noordelijke gedeelte van Mali. Naast de MNLA, die als doel heeft een onafhankelijk Azawad te vestigen, is er de islamistische beweging Ansar Dine bij betrokken die banden onderhoudt met Al Qaida en die niet zozeer onafhankelijkheid beoogt, maar veeleer de invoering van de sharia nastreeft. Daarnaast zijn er nog andere groeperingen betrokken, zoals Al Qaida in de Islamitische Maghreb (AQIM) en de Mouvement pour l'unicité et le jihad en Afrique de l'Ouest (MUJAO).
De Toeareg-rebellen boekten belangrijke overwinningen op het Malinese regeringsleger, dat zich onvoldoende door de eigen regering gesteund voelde. Dit leidde tot een staatsgreep op 21 maart 2012 waarbij president Amadou Toumani Touré werd afgezet en vervangen door een militaire junta. De president van Burkina Faso, Blaise Compaoré, bemiddelde namens de ECOWAS en als resultaat daarvan werd op 12 april Dioncounda Traoré benoemd als interim-president met als opdracht om een overgangsregering te vormen.
De situatie in het land destabiliseerde verder. Hierop nam de VN-Veiligheidsraad op 20 december 2012 resolutie 2085 aan, die de ECOWAS autoriseerde in Mali te interveniëren met de vredesmacht AFISMA, die oorspronkelijk gepland stond om in september 2013 te ontplooien. Tevens werd het United Nations Office in Mali (UNOM) opgericht. Nadat in januari 2013 de situatie in Mali aanmerkelijk verslechterd was doordat met name Ansar Dine en daaraan gelieerde groepen AQIM en MUJAO zuidwaarts optrokken, ontplooide AFISMA zich vanaf begin 2013 en zette voormalige kolonisator Frankrijk in overleg met de ECOWAS eveneens een interventiemacht in, Operatie Serval. Samen met AFISMA en het Malinese regeringsleger werden de rebellen in het noorden teruggedreven.

## MINUSMA
Nadat de situatie medio 2013 weer redelijk gestabiliseerd was, verzocht de Malinese interim-president Dioncounda Traoré aan de VN om de inzet van een VN-Vredesmacht die AFISMA en de Franse interventiemacht moest opvolgen. Op 25 april 2013 nam de Veiligheidsraad resolutie 2100 aan, waarin besloten werd dat MINUSMA per 1 juli 2013 de taken van AFISMA zou overnemen. De AFISMA-troepen werden overgeheveld naar MINUSMA en ook aan andere landen werd gevraagd om troepen te leveren.
MINUSMA kwam onder leiding te staan van de Nederlander Bert Koenders. De Rwandese generaal-majoor Jean Bosco Kazura trad op als militaire commandant van MINUSMA. Het hoofdkwartier van MINUSMA is gevestigd in de Malinese hoofdstad Bamako. Volgens resolutie 2100 mag MINUSMA maximaal 12.640 man geüniformeerd personeel tellen (11.200 militairen en 1.140 politiemensen), waarvan er eind september 2013 6.039 zijn ingezet (5.219 militairen en 820 politiemensen).
MINUSMA heeft het volgende mandaat:
- Stabiliseren van bevolkingscentra en het herstellen van centraal gezag
- Bevordering politieke dialoog en verkiezingsproces
- Bescherming van de burgerbevolking en VN-personeel
- Bevordering en bescherming van mensenrechten
- Ondersteunen van humanitaire hulp
- Ondersteunen van behoud van cultureel erfgoed
- Ondersteunen van nationaal en internationaal recht

MINUSMA opereert onder een "robuust mandaat", waarbij alle mogelijke middelen mogen worden ingezet om de doelen te bereiken. Het mandaat van MINUSMA ging in op 1 juli 2013 en werd initieel voor een jaar verleend. Op 25 juni 2014 werd met resolutie 2164 het mandaat met een jaar verlengd.

Kaart van het Malinese conflict
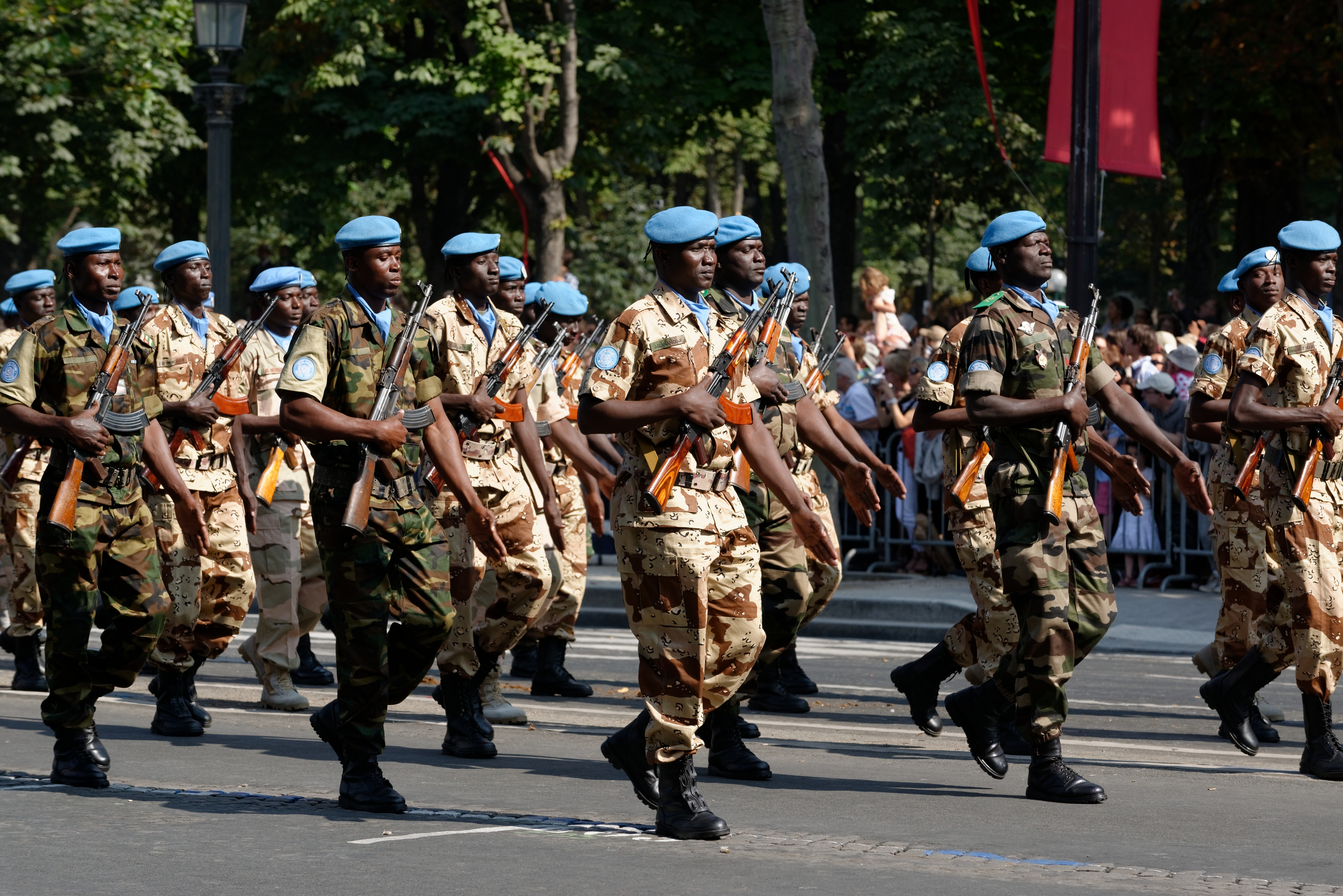
MINUSMA-detachement tijdens een parade op 14 juli 2013 in Parijs
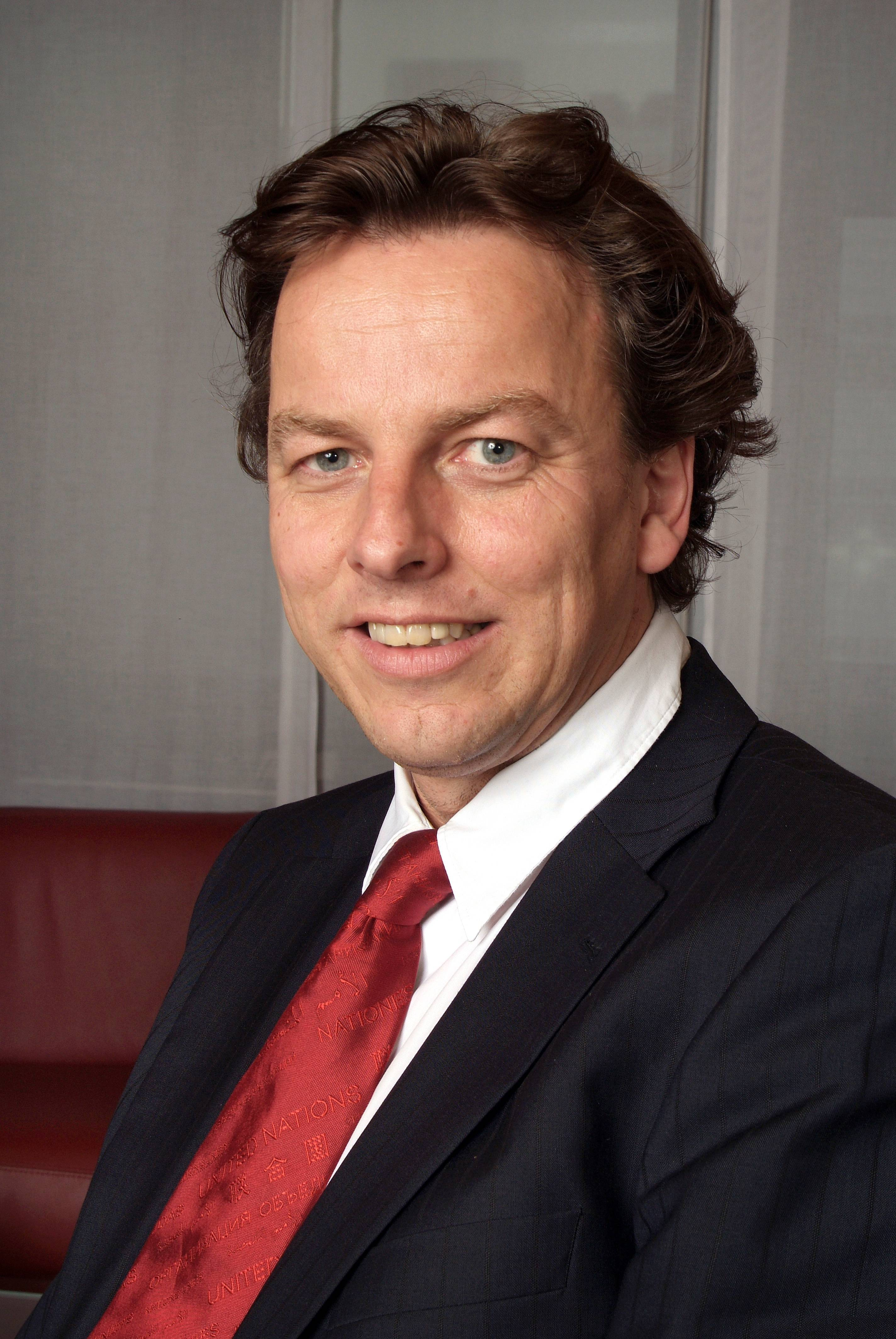
Bert Koenders, tot 17 oktober 2014 leider van MINUSMA
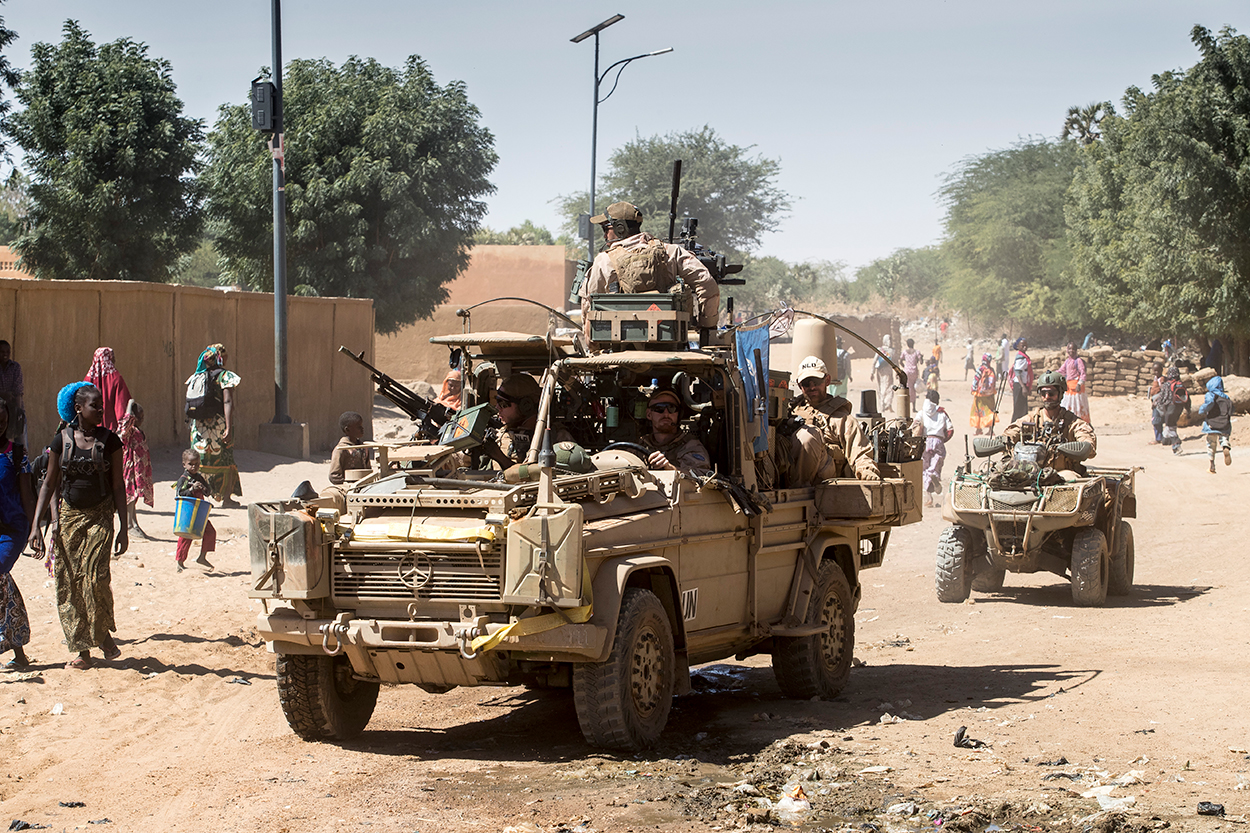
Patrouille in Gao (2017)

### Nederlandse deelname
Nederland nam vanaf 2014 deel aan de MINUSMA-missie met name om inlichtingen te verzamelen. Aanvankelijk gebeurde dat door commando's en mariniers en sinds eind 2016 door de Luchtmobiele Brigade. In totaal hebben ongeveer 6000 Nederlandse militairen aan deze missie deelgenomen. In mei 2019 begon de terugtrekking van de laatste 250 militairen - hun taak werd niet door een ander land overgenomen.

#### Eenheden ingezet tijdens MINUSMA-missie
1 (NLD) Special Operations Land Task Group "Scorpion"
- Korps Commando Troepen
- Korps Mariniers
  - Netherlands Maritime Special Operations Forces

1 (NLD) Long Range Reconnaissance Patrol Task Group "Desert Falcon"
- 11 Luchtmobiele Brigade
  - 13 Infanteriebataljon (Air Assault) Regiment Stoottroepen Prins Bernhard
  - 11 Brigade Verkenningseskadron Huzaren van Boreel
  - 11 Geniecompagnie
  - 11 Herstelcompagnie
  - 11 Bevoorradingscompagnie
  - 11 Geneeskundige Compagnie
- 13 Lichte Brigade
  - 17 Pantserinfanteriebataljon Garderegiment Fuseliers Prinses Irene
  - 42 Pantserinfanteriebataljon Limburgse Jagers
  - 42 Brigadeverkenningseskadron Huzaren van Boreel

 NLD Helikopterdetachement
- Defensie Helikopter Commando
  - 298 Squadron
  - 301 Squadron
  - 931 Squadron

United Nations Police (individual police officers)
- Koninklijke Marechaussee
  - Brigade Buitenland Missies
  - Brigade Speciale Beveiligingsopdrachten
- Nationale Politie

All Sources Intelligence Fusion Unit
- Joint Intelligence, Surveillance, Target Acquisition & Reconnaissance Commando

## Deelnemende landen

### Militairen
| - Bangladesh - België - Benin - Burkina Faso - Cambodja - Duitsland - Finland | - Frankrijk - Ghana - Guinee - Ivoorkust - Jordanië - Liberia - Mauritanië | - Nederland - Niger - Nigeria - Senegal - Sierra Leone - Tsjaad - Togo | - Verenigd Koninkrijk - Verenigde Staten - Vietnam - Zweden |

### Politie
| - Algerije - Bangladesh - België - Benin - Burkina Faso - Burundi - Canada | - Chili - Duitsland - Egypte - Frankrijk - Guinee - Italië - Ivoorkust | - Jordanië - Kameroen - Nederland - Niger - Nigeria - Rwanda - Senegal | - Seychellen - Tsjaad - Togo - Verenigde Staten |

## Incidenten
- Op 13 oktober 2013 kwamen bij een zelfmoordaanslag twee Tsjadische soldaten en een burger om het leven.[2]
- Op 14 december 2013 kwamen bij een aanslag met een autobom bij de Malinese Solidariteitsbank in de noordelijke stad Kidal twee vredesmilitairen uit Senegal om het leven. Dit was een dag voor de tweede ronde van de parlementaire verkiezingen.[3]
- In oktober 2014 kwamen ten zuidoosten van Gao minstens negen blauwhelmen om het leven toen hun konvooi door mannen op een motor onder vuur werd genomen. Dit is de zwaarste aanslag op de missie tot dusver.[4]
- Op 17 maart 2015 kwamen twee Apache-vliegers om het leven toen hun Apache tijdens een oefenvlucht neerstortte.[5]
- Op 6 juli 2016 kwamen bij een schietoefening met een mortier twee Nederlandse militairen om het leven. Een derde raakte zwaargewond. De oorzaak was een defect aan de gebruikte granaat.[6][7] Het rapport van de Onderzoeksraad voor Veiligheid, waarin wordt geconcludeerd dat de veiligheid van de mortiergranaten en de gezondheidszorg bij de Nederlandse missie in Mali niet voldeden, leidde op 3 oktober tot het aftreden van minister van Defensie Jeanine Hennis-Plasschaert en commandant der Strijdkrachten Tom Middendorp.[8]

## Einde van de missie
Op 16 juni 2023 eiste de Malinese minister van Buitenlandse Zaken Abdoulaye Diop voor de VN-Veiligheidsraad de “onmiddellijke terugtrekking” van de VN-missie in zijn land. Dit verzoek kwam een maand na de publicatie van een rapport van het Bureau van de VN-Commissaris voor de Mensenrechten waarin de Malinese strijdkrachten verantwoordelijk worden gehouden voor het bloedbad van Moura in maart 2022. Op 30 juni stemde de Veiligheidsraad unaniem VN-resolutie 2690 voor de stopzetting van MINUSMA, met volledige terugtrekking tegen 31 december. In de praktijk werd het laatste kamp van de blauwhelmen op 16 november 2024 aan de Malinese autoriteiten overgedragen.
De Malinese regering zou sedert 2021 al zijn gaan samenwerken met de Russische paramilitaire Wagnergroep.